# باشگاه فوتبال تامپره یونایتد
باشگاه فوتبال تامپره یونایتد (انگلیسی: Tampere United) یک باشگاه فوتبال در تامپره، فنلاند است.
این باشگاه که در سال ۱۹۹۸ تأسیس شده سابقه ۳ قهرمانی در لیگ برتر فوتبال فنلاند و یک قهرمانی در جام حذفی فوتبال فنلاند را در کارنامه دارد.